# Brouwerij De Drye Tonnekens

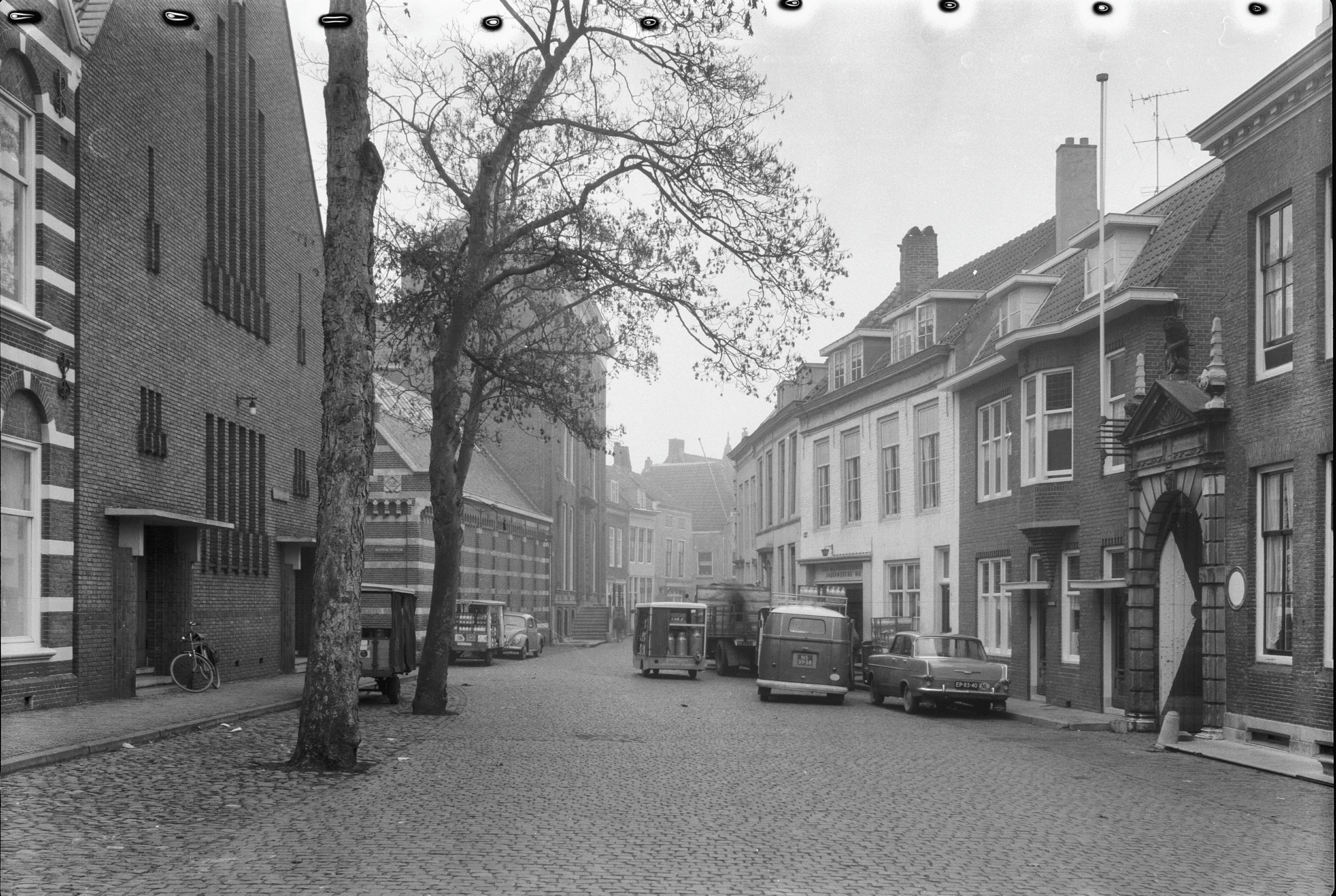
Overzicht Hofplein met brouwerijpoort anno 1962

Brouwerij De Drye Tonnekens is een voormalige bierbrouwerij in Middelburg in de provincie Zeeland. De twee brouwerijpoorten uit 1620, aan het Hofplein 14 en aan de Bogardstraat, kregen in 1966 de status van rijksmonument.

## Geschiedenis
De eerste brouwerij in Middelburg werd vermoedelijk in 1448 opgericht en later volgden nog meerdere brouwerijen. Brouwerij De Drye Tonnekens ontstond 1589. De meeste bierbrouwerijen waren vroeger te vinden nabij kerken omdat ze via de grote daken regenwater, nodig voor het brouwen, opvingen in cisternen of waterputten. De brouwerij kreeg zijn water via de in de 19e eeuw gesloopte Noordmonsterkerk aan het Hofplein. De brouwactiviteiten werden gestaakt omstreeks 1758.
Het enige dat nog resteert zijn twee brouwerijpoorten uit 1620. Boven de poorten prijkt het opschrift: "Dit is de brouwery van de Drye Tonnekens, anno 1620". Boven de poort aan de Bogardstraat zijn drie tonnen boven een korenaar en twee roerstokken gebeeldhouwd. Boven de poort aan het Hofplein staat een stenen leeuw die drie tonnen bewaakt, geflankeerd door twee kleine obelisken. Deze laatste poort geeft toegang tot een ander rijksmonument, het Van de Perrehuis waar het Zeeuws Archief gevestigd is.